# وارد إدواردز (عالم نفس)
وارد إدواردز (بالإنجليزية: Ward Edwards)‏ هو عالم نفس أمريكي، ولد في 1927، وتوفي في 2005.